# Jan Mełgieś
Jan Mełgieś (ur. 1 stycznia 1910 w Żukowie, zm. 19 stycznia 1997 tamże) – polski rolnik i polityk ruchu ludowego, poseł na Sejm PRL VIII kadencji.

## Życiorys
Syn Feliksa i Marianny. Posiadał wykształcenie podstawowe. Od 1928 członek Polskiego Stronnictwa Ludowego „Wyzwolenie”, od 1931 Stronnictwa Ludowego. Podczas okupacji walczył w Batalionach Chłopskich i należał do Stronnictwa Ludowego „Roch”. Udzielał schronienia ludności żydowskiej. Od 1949 należał do Zjednoczonego Stronnictwa Ludowego. W latach 1980–1985 pełnił mandat posła na Sejm PRL VIII kadencji z okręgu Lublin. Zasiadał w Komisji Handlu Wewnętrznego, Drobnej Wytwórczości i Usług, Komisji Kultury i Sztuki, Komisji Do Spraw Samorządu Pracowniczego Przedsiębiorstw, Komisji Zdrowia i Kultury Fizycznej oraz w Komisji Rynku Wewnętrznego, Drobnej Wytwórczości i Usług.
Odznaczony Krzyżem Oficerskim i Kawalerskim Orderu Odrodzenia Polski.